# シークレット歌劇團0931
シークレット歌劇團0931（シークレットかげきだん ぜろきゅうさんいち/オークサイ、英：SECRET REVUE SHOW 0931）は、北海道札幌市に本拠を置く劇団。ダブルス所属。

## 概要
元北海道文化放送アナウンサーの伊藤美菜子が「愛海夏子（いとうみ・なつこ）」名義で主宰を務め、愛海に誘われた知人の女性2名により、2002年に結成。宝塚歌劇団に着想を得て銀河祐と紅雅みすずが「夢組トップ」を名乗りミュージカル仕立ての芝居とレビューショーを併せた構成による公演を行い、愛とユーモアに満ちた「コミック歌劇団」を自称する。
愛海が主宰として脚本・演出や、プロデュースを行い、2022年時点で男女7名が団員として活動し主要スタッフにも「貴族ネーム」として独自の源氏名が付けられている。自らを中小貴族団体の貴族、ファンを「平素より大変お世話になっている民」「平和を愛する民」の意味として「平民」の設定としており、公演やラジオ番組では貴族と平民の関係で振る舞う事が約束事となっており、トップ役の銀河・紅雅は上から目線でありながらも腰の低いキャラクターを演じている。

## 歴史
札幌でテレビディレクターの傍ら「盛武札幌」を主宰し、サブカルチャーイベントを主催していた竹田新（後にタワービジョンズ社長）が愛海にイベント出演を打診したことをきっかけに、愛海が友人2名を誘う形で結成し、2002年2月に日音歌謡ホールで開催された「雑種天国2002」にて初のパフォーマンスを行い前半に芝居・後半にレビューの構成とし、「ベルサイユのばら」をモチーフとした20分間の寸劇を展開した。翌年には2月のSOUND CREW BASEMENTでの「雑種天国2003」と音楽見本市「MIX2003」内でのクラブイベントに出演。2004年3月に初の単独公演として「ホワイトデーには白い薔薇を」を上演。
その後もシアターZOOでの公演を続け、2016年からは道新ホールでの公演を行い、ラジオ番組での人気もあり北海道内外にファンを拡大、2018年時点で通算約1万人の観客動員を数え、2019年にはファンクラブ「平民友の会」を設置、また2020年から2022年にかけては新型コロナウイルス対策を図った「完全口パク飛沫対策舞台」として事前に音源や台詞を録音して上演していた。

## 単独公演
1. ホワイトデーには白い薔薇を（2004年3月13日[20] 日本キリスト教団十二使徒教会[16]）
2. 結成3周年記念公演 嘘と真実の薔薇〜秘密倶楽部へようこそ〜（2005年1月15日[20] 扇屋記念スタジオZOO[21]）
3. 平成18年度記念公演 戯れの薔薇〜マリーとフェルゼン編〜[22] （2006年9月16日 スタジオZOO[20]）
4. 平成20年度記念公演心裸万象〜クリスマスには灯りを燈して〜（2008年12月20日2公演・21日1公演 シアターZOO[23][17]）
5. 平成21年度記念公演 戯れ合いの果てに〜オスカール外伝〜[24]（2009年12月12日2公演・13日1公演 シアターZOO[17]）
6. 平成22年度記念公演 薔薇の溜息〜朽ち墜ちてもなお〜[25]（2010年12月11日2公演・12日1公演　シアターZOO[17]）
7. 平成23年度記念公演 薔薇の悪戯〜それでも愛してくださいますか〜[26]（2011年12月17日・18日各2公演 シアターZOO[17]）
8. 平成24年度記念公演 響奏の薔薇〜その翌日に極上の宴を〜（2012年12月22日・23日[27]各2公演、シアターZOO[17]）
9. 平成25年度記念公演 孤高の麗人〜気高く咲き誇る白き薔薇たち〜[28]（2013年12月20日・21日各2公演[17]）
10. 平成26年度記念公演 オッペラ座の怪人〜闇に咲く漆黒の薔薇〜（2014年12月20日・21日各2公演 シアターZOO[17][29]）
11. 平成27年度記念公演 ロミオとジュリエットと・・・〜甘く香る蒼き薔薇たち〜[30]（2015年12月11日-13日 シアターZOO[20]）
12. 平成28年度記念公演 響奏の薔薇2016〜道新ホールだヨ！全員集合！〜[31]（2016年12月23日2公演 道新ホール[17]）
13. 15周年記念公演 エリザベーーート!〜本物を知りたければ本物を見るがよい〜紅雅祭[32]（2017年12月16日2公演 道新ホール[17]）
14. 平成最終記念公演 スカーレットピンポンパーネル〜本物を知りたければ本物を見るがよい〜銀河祭[33]（2018年12月15日2公演　道新ホール[17][8]）
15. 令和元年記念公演 眠れ 森の美女 あいざわ44（フォーティーフォー）祭[34]（2019年13日・14日 道新ホール[17]）
16. 令和2年度記念公演 ロミオとジュリエットと・・・2020〜完全口パク飛沫対策舞台〜音羽ひとり15周年祭[35]（12月11日・12日 道新ホール[17]、2021年1月17日 音更町文化センター[36]）
17. 令和3年度記念公演 シン・デレラ 星輝444（トリプルフォー）祭（2021年[37] 12月17日1公演・18日2公演 道新ホール[17]、12月25日 音更町文化センター大ホール[38]）
18. 20周年記念公演 あの薔薇の名前を僕たちはまだ知らない（2022年12月16日・17日 道新ホール[17]、2023年3月26日 幕別町百年記念ホール[39]）
19. 令和5年度記念公演 太陽がめいっぱい ～さらば!道新ホール（2023年12月15日1公演・16日2公演 道新ホール）[19]
20. キャスツ～最初で最後のステージを～（2024年12月21日2公演 東1丁目劇場施設)[6]）

## 主なメンバー
夢組トップ
- 銀河祐（ぎんが・ゆう）[40]
- 紅雅みすず（こうが・みすず）[13]

その他メンバー
- 音羽美羽（おとわ・みう）[41] - 2004年第1回単独公演にて娘役として加入[16]。
- 星輝柚瑠（せき・ゆずる）[42]
- 観来灯足（みぎ・ひだり）[43]　- 2015年公演より加入[30]
- 栄瑪ラルド（えめ・らるど）[44]
- あいざわ - 0931ジュニア[45]
- 蝦夷麗巨（えみし・れお） - 2023年公演にて貴族研究生として加入[46]。

過去のメンバー
- 重珍ノエル[42]（じゅうちん・のえる[47]） - 2018年公演をもって退団[32]。

## 出演番組
- 貴族の時間（STVラジオ）[3]
- STVショッピングどさんこ市場（STVテレビ）[48]